# Coffee & Co
Coffee & Co (of CNCO) is een onderneming die koffie, warme dranken, gekoelde dranken, frisdranken en andere levensmiddelen verwerkt en verhandelt in België.
Het bekendste bedrijfsonderdeel is Coffee & Co Vending Services, dat via verdeelautomaten of vendingmachines een belangrijke speler is op de Belgische markt, onder meer actief in kleine en middelgrote ondernemingen, industrie, overheid en onderwijsinstellingen.
Deze verdeelautomaten omvatten diverse types koffieautomaten, blikautomaten en flesjesautomaten, snoepautomaten, snackautomaten en broodjesautomaten.
Partnerships met diverse fabrikanten van zowel voedingsmiddelen als technisch geperfectioneerde apparaten, en geavanceerde technologische oplossingen (onder andere Telemetrie, Mifare betaaltechnologie en sleutelbetaalsystemen) zorgen voor een gestage ontwikkeling van Coffee & Co.
Sinds in 2006 een partnership met Oxfam werd aangegaan voor de verdeling van fairtrade voedingsproducten, werd een aanzet gegeven tot een bewustmakingsproces dat in voornoemde sectoren medewerkers tot een ethisch correctere consumptie aanzet.

## Koffiecrisis in derde wereld
Volgens het bedrijf zelf heeft Coffee & Co een "beleid gericht op het duurzaam verbeteren van de economische en sociale positie van kleine boeren in de productielanden, enerzijds door actieve deelname aan concepten zoals Fairtrade koffie en door selectieve samenwerking met partners die een ethische code uitvoeren, zoals Nestlé".
In een onderzoek van Oxfam International naar de bijdragen van de vier grote internationale koffiebranders (Nestlé, Kraft, Sara Lee en Procter & Gamble) aan het oplossen van de wereldwijde koffiecrisis scoorde Nestlé het beste.